# Associação Esportiva Clevelandense
A Associação Esportiva Clevelandense mais conhecida como Clevelândia é um clube de futsal profissional brasileiro, com sede na cidade de Clevelândia, que se situa na região Centro-Sul do estado do Paraná. A equipe compete a partir de 2014, no Campeonato Paranaense de Futsal da Chave Ouro, depois de alcançar o vice campeonato da Prata de 2013. Fundada em 1975, iniciou suas participações profissionais no ano de 2003, e desde então figurou apenas uma vez na principal divisão do salonismo estadual, no ano de 2010, em que acabou sendo rebaixado. É regido administrativamente e financeiramente, por um grupo de empresários e desportistas, assim como, pelo apoio da Prefeitura Municipal.
A A.E.C, como também é denominada, tem como sua casa o Centro Esportivo Municipal Idevaldo Zardo, popularmente conhecido por seus adeptos como Zardão, seu uniforme principal é constituído pela tradicional cor bordô. Apesar de não ter um rival histórico, os confrontos contra o Renascença, equipe da mesma região, são considerados clássicos, assim como, com outros times da localidade. 

## Títulos

### Estaduias
- Jogos Abertos do Paraná (Fase Regional) : 1 (2009) [2]

### Campanhas de Destaque
- Vice-Campeão do Campeonato Paranaense de Futsal - Chave Prata: 2013